# Vera Lohr
Vera Lohr (* 1950 in Hamburg) ist eine deutsche Schauspielerin, Hörspiel- und Hörbuchsprecherin.

## Leben
Nach ihrem Schauspielexamen in Hamburg gastierte sie u. a. am Düsseldorfer Schauspielhaus, auf Bühnen in Köln, Lübeck, Bonn und Hamburg. Im deutschen Fernsehen ist sie als Film- und Seriendarstellerin zu sehen (u. a. im Tatort, Stubbe – Von Fall zu Fall und Polizeiruf 110).
Weiterhin wirkte Vera Lohr als TV- und Hörfunksprecherin, in der Werbung und in Kinder- und Jugendhörspielen (u a. als Thea Heimlich in der Reihe Heimlich & Co., Ein Fall für TKKG und in der Barbie-Hörspielserie).

## Filmografie
- 1994: Ärzte (TV-Serie, eine Folge)
- 1994: Immenhof (TV-Serie, eine Folge)
- 1996: Zwei Leben hat die Liebe (TV)
- 1996: Doppelter Einsatz (TV-Serie, eine Folge)
- 1997: Stubbe – Von Fall zu Fall: Stubbe und die Killer (TV-Reihe)
- 1997–2004: Die Rettungsflieger (TV-Serie, sechs Folgen)
- 1998: Polizeiruf 110: Katz und Kater (TV-Reihe)
- 2000: Tatort: Rattenlinie (TV-Reihe)
- 2001: Vier Meerjungfrauen (TV)
- 2002: Stahlnetz: PSI

## Tonträger
Hörspiele
- Barbie: Barbie übernachtet bei Nina (Europa, 1987)
- Biggi: Wettbewerb in Sachen Liebe (Karussell, 1987)
- Ein Fall für TKKG: Spion auf der Flucht (Europa, 1987)
- Heimlich & Co. (Karussell, 1988)[1]
- Der Froschkönig (Aabaa Records, 2009)
- Hänsel und Gretel (Aabaa Records, 2009)
- Rotkäppchen (Aabaa Records, 2009)[2]

Hörbücher
- Hamburg brennt! – Der große Hamburger Brand von 1842 (Hörbuch-Verlag Dr. Dahms, 2007)
- Bergedorf – Altes neu entdeckt (Hörbuch-Verlag Dr. Dahms, 2005)
- Bergedorf – Die Stunde Null (Hörbuch-Verlag Dr. Dahms, 2005)[3]